# Спас (Новодугинский район)
Спас (Спас-на-Днепре) — деревня в Смоленской области России, в Новодугинском районе. Расположена в северо-восточной части области в 30 км к западу от Новодугина и в 19 км северо-восточнее Холм-Жирковского, на левом берегу реки Днепр. По состоянию на 2007 год постоянного населения не имеет. Входит в состав Днепровского сельского поселения.

## История
Известно как минимум с 1703 года (построена деревянная церковь Преображения священником Романом Исидоровым).

## Достопримечательности
- Памятник архитектуры: Церковь Преображения, 1795 год.
- Памятник археологии: курганная группа (6 курганов) на южной окраине села.